# Colombia Open (1994-2010)
Il Colombia Open, noto come Bancolombia Open per ragioni di sponsorizzazione,  è stato un torneo professionistico di tennis giocato tra il 1994 e il 2010 sui campi in terra rossa del Centro de Alto Rendimiento a Bogotà, in Colombia.
Fu inaugurato nel 1994 come torneo del circuito maggiore nella categoria ATP World Series, che nel 1998 fu ribattezzata ATP International Series. Non si giocò nel 1999 e nel biennio 2002-2003; il torneo fu ripristinato con la sponsorizzazione di Bancolombia nel 2004 come parte dell'ATP Challenger Tour, e rimase in questa categoria fino all'ultima edizione del 2010.

## Albo d'oro
| Legenda                                     |
| ATP World Series / ATP International Series |
| ATP Challenger Tour                         |

### Singolare
| Anno      | Campione            | Finalista          | Punteggio        |
| --------- | ------------------- | ------------------ | ---------------- |
| 2010      | João Souza          | Alejandro Falla    | 4–6, 6–4, 6–1    |
| 2009      | Horacio Zeballos    | Santiago González  | 7–6(3), 6–0      |
| 2008      | Marcos Daniel       | Iván Navarro       | 6–3, 1–6, 6–3    |
| 2007      | Santiago Giraldo    | Flávio Saretta     | 7–6(4), 6–2      |
| 2006      | Alejandro Falla (2) | André Sá           | 6–4, 6–2         |
| 2005      | Paul Capdeville     | Pablo González     | 6–3, 6–4         |
| 2004      | Alejandro Falla (1) | Adrián García      | 4–6, 6–1, 6–2    |
| 2003 2002 | Non disputato       | Non disputato      | Non disputato    |
| 2001      | Fernando Vicente    | Juan Ignacio Chela | 6–4, 7–6(6)      |
| 2000      | Mariano Puerta      | Younes El Aynaoui  | 6–4, 7–6(5)      |
| 1999      | Non disputato       | Non disputato      | Non disputato    |
| 1998      | Mariano Zabaleta    | Ramón Delgado      | 6–4, 6–4         |
| 1997      | Francisco Clavet    | Nicolás Lapentti   | 6–3, 6–3         |
| 1996      | Thomas Muster       | Nicolás Lapentti   | 6(6)–7, 6–2, 6–3 |
| 1995      | Nicolás Lapentti    | Miguel Tobon       | 2–6, 6–1, 6–4    |
| 1994      | Nicolás Pereira     | Mauricio Hadad     | 6–3, 3–6, 6–4    |

### Doppio
| Anno      | Campioni                              | Finalisti                         | Punteggio        |
| --------- | ------------------------------------- | --------------------------------- | ---------------- |
| 2010      | Franco Ferreiro Santiago González (2) | Dominik Meffert Philipp Oswald    | 6–3, 5–7, [10–7] |
| 2009      | Sebastián Prieto Horacio Zeballos     | Alexander Peya Fernando Vicente   | 4–6, 6–1, [11–9] |
| 2008      | Brian Dabul Ramón Delgado             | Thomaz Bellucci Bruno Soares      | 7–6(5), 6–4      |
| 2007      | Martín García Diego Hartfield         | Frederico Gil Dick Norman         | 6–4, 3–6, [10–5] |
| 2006      | Eric Butorac Chris Drake              | Ramón Delgado André Sá            | walkover         |
| 2005      | Marcos Daniel Santiago González (1)   | Goran Dragicevic Mirko Pehar      | 7–6(4), 6–3      |
| 2004      | Sebastian Quintero Óscar Rodríguez    | Gustavo Marcaccio Diego Veronelli | 6–3, 6–4         |
| 2003 2002 | Non disputato                         | Non disputato                     | Non disputato    |
| 2001      | Mariano Hood Sebastián Prieto         | Martín Rodríguez André Sá         | 6–2, 6–4         |
| 2000      | Pablo Albano Lucas Arnold Ker         | Joan Balcells Mauricio Hadad      | 7–6(4), 1–6, 6–2 |
| 1999      | non disputato                         | non disputato                     | non disputato    |
| 1998      | Diego del Río Mariano Puerta          | Gábor Köves Eric Taino            | 6–7, 6–3, 6–2    |
| 1997      | Luis Lobo Fernando Meligeni           | Karim Alami Maurice Ruah          | 6–1, 6–3         |
| 1996      | Nicolás Pereira David Rikl (2)        | Pablo Campana Nicolás Lapentti    | 6–3, 7–6         |
| 1995      | Jiří Novák David Rikl (1)             | Steve Campbell MaliVai Washington | 7–6, 6–2         |
| 1994      | Mark Knowles Daniel Nestor            | Luke Jensen Murphy Jensen         | 6–4, 7–6         |